# Горовастица (станция, Осташковский район)
Горовастица — железнодорожная станция в Осташковском городском округе Тверской области.

## География
Находится в западной части Тверской области на расстоянии приблизительно 34 км на северо-восток по прямой от города Осташков у железнодорожной линии Осташков-Фирово.

## История
Станция была открыта в 1907 году. Название было дано по соседней деревне. В 1939 году здесь было учтено 11 дворов. Позднее станция была закрыта, остался только остановочный пункт. До 2013 года входила в Щучьенское сельское поселение Осташковского района, с 2013 по 2017 годы в Святосельское сельское поселение до его упразднения.

## Население
Численность населения: 14 человек (русские 100 %) 2002 году, 1 в 2010.